# باب گرینر
باب گرینر (انگلیسی: Bob Greener; ۱۷ ژوئیهٔ ۱۸۹۹ – فوریه ۱۹۷۰ (aged 70)) بازیکن فوتبال اهل بریتانیا بود.
از باشگاه‌هایی که در آن بازی کرده‌است می‌توان به باشگاه فوتبال کریستال پالاس و باشگاه فوتبال یورک سیتی اشاره کرد.